# Produzione industriale
La produzione industriale, nella macroeconomia, è l'insieme delle attività relative alla trasformazione di materie prime, energie e informazioni in beni di consumo ossia la combinazione di fattori di produzione (input) per la realizzazione di prodotti (output) ovvero beni a valore aggiunto.

## Descrizione
Ogni trasformazione per essere compiuta richiede una tecnologia, vale a dire una macchina in grado di implementare il tutto. La produzione di un prodotto complesso richiede un insieme correlato e finalizzato di processi (tecnologie, macchinari, ecc…) che costituisce un sistema di produzione. Il concetto di "trasformazione di materie prime" è parzialmente limitativo e risente dell'originale derivazione; pertanto, deve essere inteso in senso molto ampio: processi di assemblaggio di semilavorati o montaggio di componenti finiti, trattamenti e lavorazioni di manufatti e prodotti complessi, costruzione di opere, rientrano nella definizione di produzione industriale.
Le moderne attività produttive sono altamente diversificate, si possono oggi identificare più di 450 tipologie di attività manifatturiere, i cui prodotti si possono classificare in circa 20 gruppi principali: aerospaziale, automobilistica, elettronica.

## Applicazione

### Contesto sociale
Si riferisce soprattutto a quelle che sono le mode, le tendenze: basti pensare al design che determina forti cambiamenti nella progettazione del prodotto al fine di soddisfare i gusti del cliente.

### Contesto tecnologico
Il livello raggiunto dalle conoscenze tecnologiche consente di concepire e realizzare: nuovi modi di produrre e nuovi modi di organizzare, integrare e gestire le imprese. Questo insieme di innovazioni, strettamente correlato al contesto (economia e società), porta al realizzarsi di nuovi paradigmi tecnologici industriali.
Ricordiamo che i tre stadi della Rivoluzione Industriale sono:
1. rivoluzione neolitica: era dell'artigianato;
2. rivoluzione industriale: era della meccanizzazione: Meccanizzazione Puntuale e Produzione di Massa.
3. nuova rivoluzione industriale: era dell'informatica: Automazione.

Il contesto esprime nel tempo una curva di domanda di qualità sostenibile a cui l'impresa deve rispondere con appropriate soluzioni tecnologiche (prodotti, processi, sistemi). – L'evoluzione nel tempo della curva obbliga l'azienda a mutare la propria soluzione tecnologica, attivando dei processi (programmi) di ricerca, innovazione e formazione, interni o esterni alla azienda, sia in ambito locale nazionale o internazionale.

### Contesto economico
- Globalizzazione
  - Domanda-Offerta

- Prodotti e strumenti di produzione
  - Libero scambio:NAFTA, GATT
  - Sviluppo sistemi e infrastrutture di supporto allo scambio di merci

- Capitale umano e finanziario
  - Rimozione barriere nazionali e mercati finanziari globali

- Tecnologia
  - Scambi di know-how attraverso programmi di ricerca

- Turbolenza
  - Turbolenza Strutturale
  - Rilocazione del compiti all'interno del tessuto produttivo
  - Rilocazione geografica dei tessuti produttivi

- Turbolenza della domanda
  - Rapida evoluzione delle esigenze e dei bisogni del mercato
  - Destandardizzazione del prodotto
  - Riduzione dei cicli di vita
  - Segmentazione dei mercati